# NGC 3395
NGC 3395 é uma galáxia espiral barrada (SBc) localizada na direcção da constelação de Leo Minor. Possui uma declinação de +32° 58' 53" e uma ascensão recta de 10 horas, 49 minutos e 49,9 segundos.
A galáxia NGC 3395 foi descoberta em 7 de Dezembro de 1785 por William Herschel.